# Napínací rám

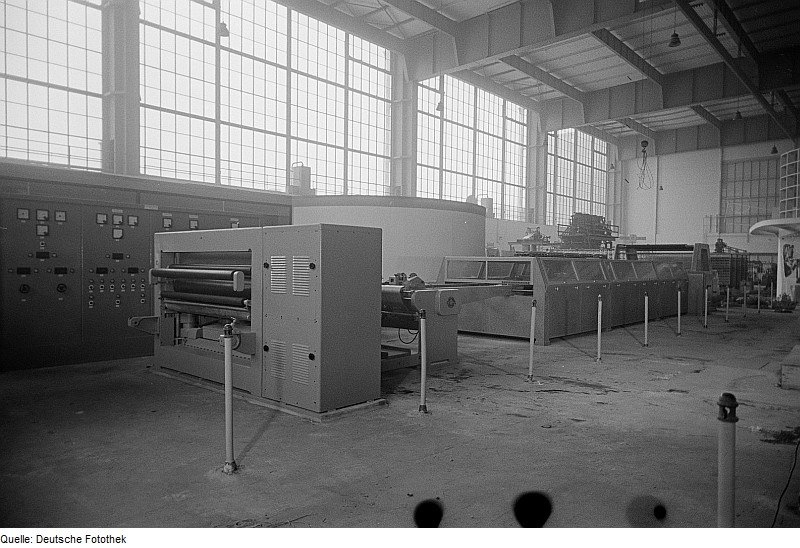
Napínací rám z roku 1954

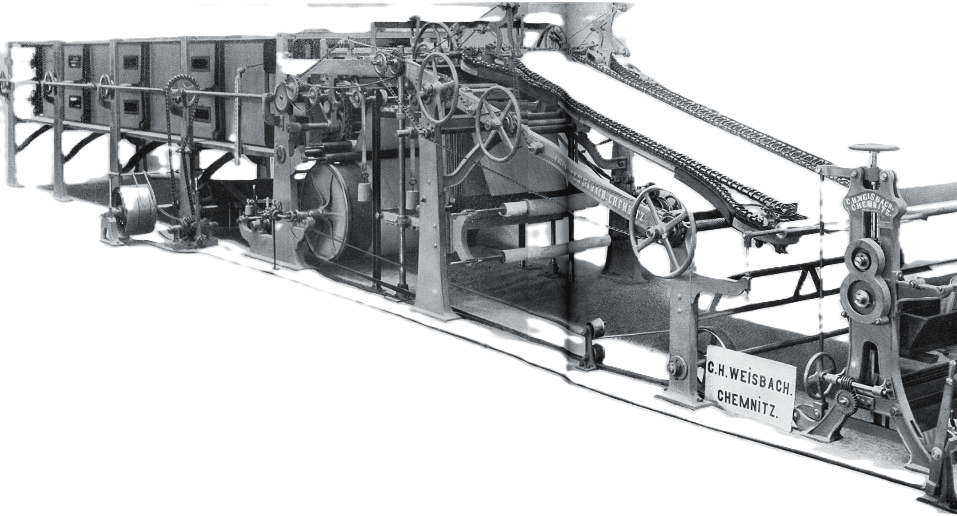
Napínací rám ze začátku 20. století

Napínací rám (angl.: stenter frame, něm.: Spannrahmen) je stroj mnohostranně použitelný při zušlechťování plošných textilií.
Vynález ručního napínacího rámu se připisuje Angličanu T.R.Bridsonovi v roce 1838. Jeho syn Henry Bridson pak zkonstruoval v roce 1852 stroj k průběžnému napínání tkanin.

## Funkce stroje
Textilie je zachycena obou krajích záponkami nebo jehličkami upevněnými na nekonečných řetězech, mezi kterými je vedena v plné šíři strojem. Stroj sestává ze 6-10 polí (komor) dlouhých obvykle kolem 3 metrů (např. 2 sušicí, 4 fixační a 1 ochlazovací komora).
V jednotlivých komorách jsou agregáty zajišťující ohřátí až na 220 °C, odsávání přesyceného vzduchu a chlazení.
Rámy ke zpracování pletenin jsou obvykle vybaveny dopravními pásy, na kterých textilie leží během zpracování (aby se zabránilo pronášení nebo poškození).
Tkaniny se mohou zpracovávat při rychlosti do 200 m/min., pleteniny asi o 30 % pomaleji.

### Zvláštní konstrukce rámů
- Ruční napínací rám sestává z jednoho pole, do kterého se zavádí textilie upnuté v dřevěných skřipcích umístěných na dvou řetězech. Sušení, fixace a chlazení se zde provádí diskontinuálně, vždy jen na ploše o velikosti tohoto pole. V posledních letech minulého století se ruční rámy (s velmi nízkou produktivitou) stále ještě používaly při úpravě některých druhů tkanin (žoržety, organtýny) a tylů (rámy 90 m dlouhé a až 10 m široké).[3]

- Egalizační rám je kratší než standardní rámy, používá se hlavně při potiskování textilií, pracuje se na něm s rychlostmi do 100 m/min.[4]
- Etážové rámy, na kterých zpracování textilie probíhá ve 2-3 etážích nad sebou, se používají skoro výhradně při úpravě vlněných tkanin.[5]

## Použití stroje
Napínací rám se používá v kombinaci s patřičnými speciálními zařízeními zejména při následujících druzích zušlechťování textilií:
sušení a fixace v předúpravě, barvení, bělení a potiskování tkanin i pletenin
termofixace, termosolování, hydrofilizační , baktericidní, nežehlivé úpravy,
úpravy na snížení hořlavosti, zlepšení omaku
nánosování
V roce 2019 bylo ve světovém textilním průmyslu nově instalováno 1700 napínacích rámů.